# یواس‌اس پنترات (ای ام-۲۷۱)
یواس‌اس پنترات (ای ام-۲۷۱) (به انگلیسی: USS Penetrate (AM-271)) یک کشتی بود که طول آن ۱۸۴ فوت ۶ اینچ (۵۶٫۲۴ متر) بود. این کشتی در سال ۱۹۴۳ ساخته شد.